# Seyyed Nabī
Seyyed Nabī (persiska: سیّد نبی) är en ort i Iran.   Den ligger i provinsen Khuzestan, i den centrala delen av landet, 500 km sydväst om huvudstaden Teheran. Seyyed Nabī ligger 30 meter över havet och antalet invånare är 298.
Terrängen runt Seyyed Nabī är mycket platt. Runt Seyyed Nabī är det ganska tätbefolkat, med 120 invånare per kvadratkilometer. Närmaste större samhälle är Zovīyeh-ye Do, 13,7 km öster om Seyyed Nabī. Trakten runt Seyyed Nabī består till största delen av jordbruksmark.